# Nowosiółka (obwód iwanofrankiwski)
Nowosiółka (ukr. Новосілка) – wieś na Ukrainie w rejonie tłumackim obwodu iwanofrankiwskiego, na lewym brzegu Dniestru. 
W okresie I Rzeczypospolitej to była samodzielna wieś położona w ziemi halickiej.  

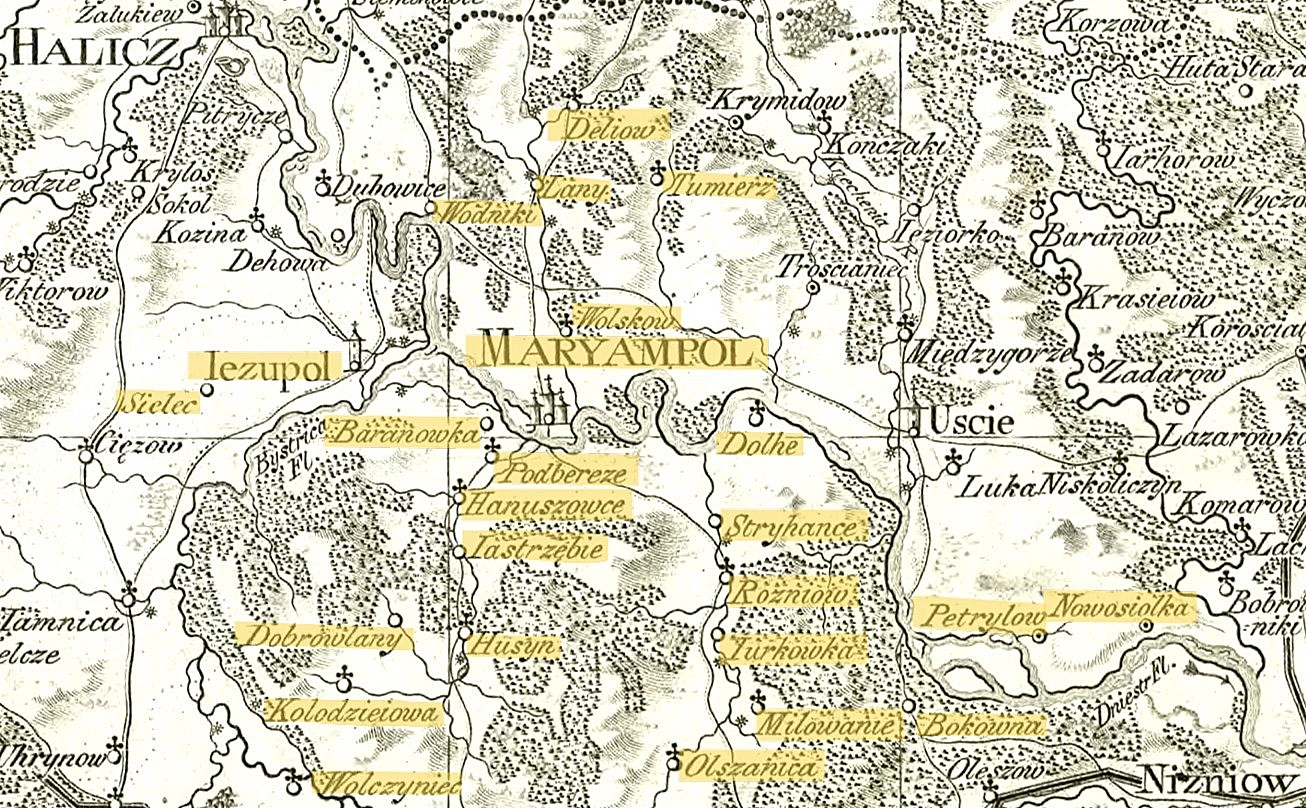
Nowosiółka 1824

W czasach Królestwa Galicji i Lodomerii należała do klucza marjampolskiego księżnej Anny Jabłonowskiej. 
Pod koniec XIX w. wieś w powiecie tłumackim.
1 sierpnia 1934 r. w ramach reformy na podstawie ustawy scaleniowej Nowosiółka razem z gminami wiejskimi: Antonówka, Kutyska, Niżniów i Petryłów utworzyła gminę Niżniów.
Po II wojnie światowej obszar gminy został odłączony od Polski i włączony do Ukraińskiej SRR.